# Liège-Bastogne-Liège 1959
La 45e édition de Liège-Bastogne-Liège a eu lieu le 26 avril 1959 et a été remportée par le Belge Alfred De Bruyne plus connu sous le nom de Fred De Bruyne qui signe sa troisième victoire à la Doyenne. 
189 coureurs étaient au départ. 55 rejoignent l'arrivée.

## Classement
| n° | Coureur          | Équipe       | Temps           |
| -- | ---------------- | ------------ | --------------- |
| 1  | Alfred De Bruyne | Peugeot-BP   | 6 h 45 min 30 s |
| 2  | Frans Schoubben  | Peugeot-BP   | m.t.            |
| 3  | Frans De Mulder  | Groene Leeuw | à 3 s           |
| 4  | Marcel Ernzer    | Emi-Guerra   | à 1 min 42 s    |
| 5  | Angelo Conterno  | Carpano      | m.t.            |
| 6  | Jan Zagers       | Libertas     | à 2 min 37 s    |
| 7  | André Vlayen     | Peugeot-BP   | m.t.            |
| 8  | Frans Aerenhouts | Mercier-BP   | m.t.            |
| 9  | Gilbert Desmet   | Faema-Guerra | à 3 min 50 s    |
| 10 | Willy Vannitsen  | Ghigi-Ganna  | à 4 min 24 s    |